# マーク・ボシュイ

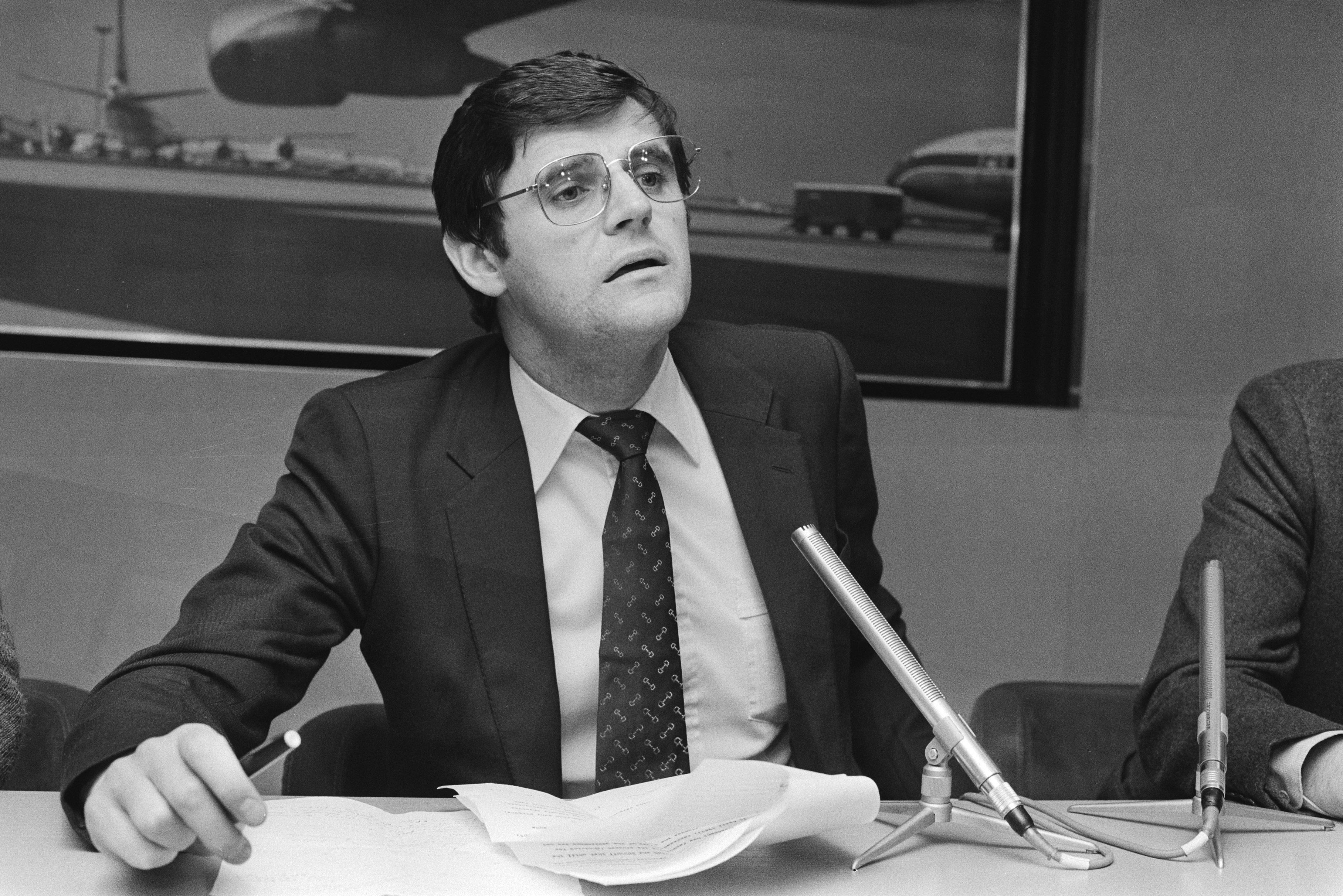
マーク・ボシュイ (1983)

マーク・ボシュイ (オランダ語: Baron Marc Bossuyt、1944年1月9日 - ) は、ベルギー憲法裁判所長官、人種差別撤廃委員会の委員。国連人権委員会代表などを務めた。

## 概要
マーク・ボシュイは1944年1月9日、ベルギーのヘントで生まれた。（なお、ヘントはドイツ語読みでゲントと呼ばれる事も多い。）1968年ゲント大学を卒業、法学博士号を取得。ジョンズ・ホプキンス大学にて国際関係にて学位。ストラスブール国際人権研究所にて国際人権法関連論文でディプロムを取得し、ジュネーブ大学で政治学を学んだ。
1977年からアントワープ大学にて教員を務め、非常勤講師から臨時教授などを経て、教授。1997年1月28日からベルギー仲裁裁判所（仲裁院）裁判官。
仲裁裁判所は当初、与えられた権限あるいは担当範囲（照会規範）が小さかったが、自らの判例をもって照会規範を広げていった稀有な裁判所であり、法令上限られていた人権保障範疇を自己の判例を根拠に法を拡大解釈し、とうとう2007年には世論を動かし、憲法を改正させて憲法裁判所に昇格した。
2007年に仲裁院がベルギー憲法裁判所に昇格したのに合わせて憲法裁判所裁判官となった。このさいマーク・ボシュイがどの程度憲法裁判所昇格と権限拡大のための判例判断に寄与したのかは明らかになっていないが、長官に就任した事から主導的立場であったとみられる。
憲法裁判所に昇格した直後の2007年9月10日からベルギー憲法裁判所オランダ語グループ長官に任じられた。公用語が複数あるベルギーにおいて、憲法裁判所も２つの言語グループに分けられており、憲法裁判所裁判官定員12名の内、6名がフランス語言語グループ、残り6名がオランダ語言語グループに分かれており、それぞれ言語グループ長官を出し、それぞれの言語グループ長官が、1年交代制で憲法裁判所の統括（日本でいう裁判長）を務める。（詳細はベルギー憲法裁判所(フランス語版)が詳しい）
2009年には功績により名誉男爵位をベルギーより与えられている。この仲裁裁判所が権限拡大するのに合わせて、地方分権を推進する事になりベルギーの連邦制移行に影響したと見る向きもあるが、マーク・ボシュイが憲法裁判官として、あるいは憲法裁判所長官としてどの程度関与しているかは不明。
2014年1月8日憲法裁判所裁判官および長官を辞任。国連人権委員のベルギー代表なども務めた。
使用言語はオランダ語、フランス語、英語を使用する。なお、出身のベルギーは公用語が複数あるが北部はオランダ語話者が多い。
現在、アントワープ大学名誉教授。

## 主な判断
2018年8月、国連の人種差別撤廃委員会が「日本は慰安婦被害者に十分な謝罪をしていない」と指摘し、その後日本政府への勧告に至ったが、この際の委員会のメンバーであった。